# José Manuel Agüero Echeverría
José Manuel Agüero Echeverría (Cartago, 7 de enero de 1948)

## Biografía
Nació en Cartago, el 7 de enero de 1948. Sus padres fueron el Dr. en Derecho Carlos Agüero de la Rocha y la dama cartaginesa Sra. María de los Ángeles Echeverría Jiménez.
Los estudios de primaria los realizó en la Escuela Ascensión Esquivel de Cartago. La secundaria la estudió en el Colegio San Luis Gonzaga, se graduó en Ingeniería Civil en la Universidad de Costa Rica en el año 1972.
Está casado con la Ana Rita Quirós Villafranca desde el 6 de diciembre de 1973. Sus hijos son: José Manuel, Ana Cristina, Montserrat y Carlos Roberto Agüero Quirós.
Desde joven ha tenido participaciones en la comunidad, tanto en Cartago en la Cámara Junior (1969) como cuando fue directivo del Club Sport Cartaginés (1978).
En su paso por la Universidad de Costa Rica (1968-1971), fue líder estudiantil. Elegido presidente de la Asociación de Estudiantes en la Escuela de Ingeniería, y como vicepresidente en la Federación de Estudiantes Universitarios de la UCR (1970-1971)
En el año 1986 fue elegido presidente de la Cámara Costarricense de la Construcción, en donde impulsó la construcción de la primera sede.
En su desempeño profesional ha diseñado y construido obras de toda índole a todo lo largo del territorio costarricense, siendo ganador del premio al Constructor más Distinguido del Año, presea 1999.
Participó en las reuniones del Consejo Directivo de la Federación Interamericana de la Industria de la Construcción (FIIC),  realizados en Caracas, Venezuela en 1993, Mar del Plata Argentina, 1995, Ciudad de México, México, 1996.
Desde el año 2011 ha pertenecido a Asopapagayo, y en el año 2013 hasta la actualidad es Vicepresidente de la misma asociación, desde donde se han impulsado proyectos de corte ecoturístico.
Durante estos 40 años de vida profesional, dentro de su compromiso con el medio ambiente, ha logrando sembrar alrededor de 250,000 árboles, que han permitido incrementar las cuencas hidrográficas, en los cantones de Barva y Santa Bárbara de Heredia, entre otras.
Fue llamado por el presidente de la República de Costa Rica Sr. Luis Alberto Monge, para intervenir el Instituto Costarricense de Acueductos y Alcantarillados, luego en el primer mandato del Presidente Óscar Arias Sánchez, se desempeñó como coordinador de la Junta Interventora de JAPDEVA (Junta de Administración Portuaria y de Desarrollo Económico de la Vertiente Atlántica de Costa Rica).
Posteriormente también en el mismo gobierno del Sr. Óscar Arias, fue presidente de la Junta Interventora del INVU, en donde se contribuyó a la construcción del plan de 80,000 viviendas, de ese gobierno.
Consecuencia de su amplia trayectoria como empresario, el 12 de julio de 2016, fue juramentado como miembro de la junta directiva del Concejo Nacional de Concesiones (CNC) de Costa Rica.
Frente al atraso de más de cuatro décadas en lo que se refiere a la infraestructura a nivel macro de Costa Rica pública en septiembre de 2016 "Una Propuesta para definir una matriz de construcción y de infraestructura en Costa Rica".
El 2 de julio del 2021, fue nombrado Profesional Distinguido CIC 2021, por la Junta Directiva del Colegio de Ingenieros Civiles en su sesión N.º 19-20/21-G.O.
En 1974 fundó la Empresa Constructora Diseño Ingeniería Arquitectura Metropolitana (DÍA S.A.), que bajo su dirección se construyeron alrededor de 250 proyectos en Costa Rica, tales como, la Facultad de Letras de la Universidad de Costa Rica, el Colegio Universitario de Cartago, la Ciudad Universitaria de San Ramón, el Palacio Municipal de Tibas,  cinco de los edificios del Instituto Tecnológico de Cartago, la Plaza González Víquez, Proyecto de ampliación del Sistema Hidroeléctrico de Birris (JASEC), ampliación del edificio de la Cancillería General de la República de Costa Rica, parte de las instalaciones de la Universidad Earth, ubicada en Guácimo, Limón, estaciones de bomberos en San José, Costa Rica, entre otras.
En el año 2021 el Ing. José Manuel Agüero Echeverría, Presidente de la empresa constructora DIA S.A. fue seleccionado por su sobresaliente desempeño de 50 años al servicio del sector público y sector privado.